# This Is Love (Utada Hikaru)
This Is Love è un brano musicale di Utada Hikaru, pubblicato come suo primo singolo digitale sul mercato giapponese ed il ventitreesimo in totale. È stato pubblicato il 31 maggio 2006 come estratto dal suo quarto album studio Ultra Blue. Il brano è stato legato alla campagna promozionale dei Nissin cup noodle ed all'anime Freedom, che era a sua volta sponsorizzato dalla Nissin. Il singolo si è classificato alla nona posizione dei brani digitali più scaricati in Giappone nel 2006.

## Tracce
Download digitale
1. This Is Love - 4:58

## Classifiche
| Classifica (2006)               | Posizione più alta |
| ------------------------------- | ------------------ |
| RIAJ Reco-kyō ringtones Top 100 | 77                 |